# 小行星6434
小行星6434（英語：6434 Jewitt）是一颗围绕太阳公转的小行星。1981年7月26日，愛德華·鮑威爾在可可尼诺县发现了此天体。
这颗小行星的绝对星等为201.5434412831903等。